# Frederic Winters
Frederic Winters (ur. 25 września 1982 w Gatineau, w Kanadzie) – kanadyjski siatkarz, grający na pozycji przyjmującego. 

## Sukcesy klubowe
Puchar Austrii:
- 2006

Mistrzostwo Austrii:
- 2006

Mistrzostwo Włoch:
- 2007

Klubowe Mistrzostwa Azji:
- 2010
- 2014

Mistrzostwo Niemiec:
- 2011

Mistrzostwo Chin:
- 2013, 2014

Mistrzostwo Brazylii:
- 2015, 2016

Superpuchar Brazylii:
- 2015

Klubowe Mistrzostwa Świata:
- 2015

Puchar Brazylii:
- 2016

Klubowe Mistrzostwa Ameryki Południowej:
- 2016

Mistrzostwo Portugalii:
- 2019
- 2018

Superpuchar Portugalii:
- 2018

Puchar Portugalii:
- 2019

## Sukcesy reprezentacyjne
Puchar Panamerykański:
- 2011

Mistrzostwa Ameryki Północnej, Środkowej i Karaibów:
- 2015
- 2013
- 2011

Igrzyska Panamerykańskie:
- 2015